# Острів Кейв

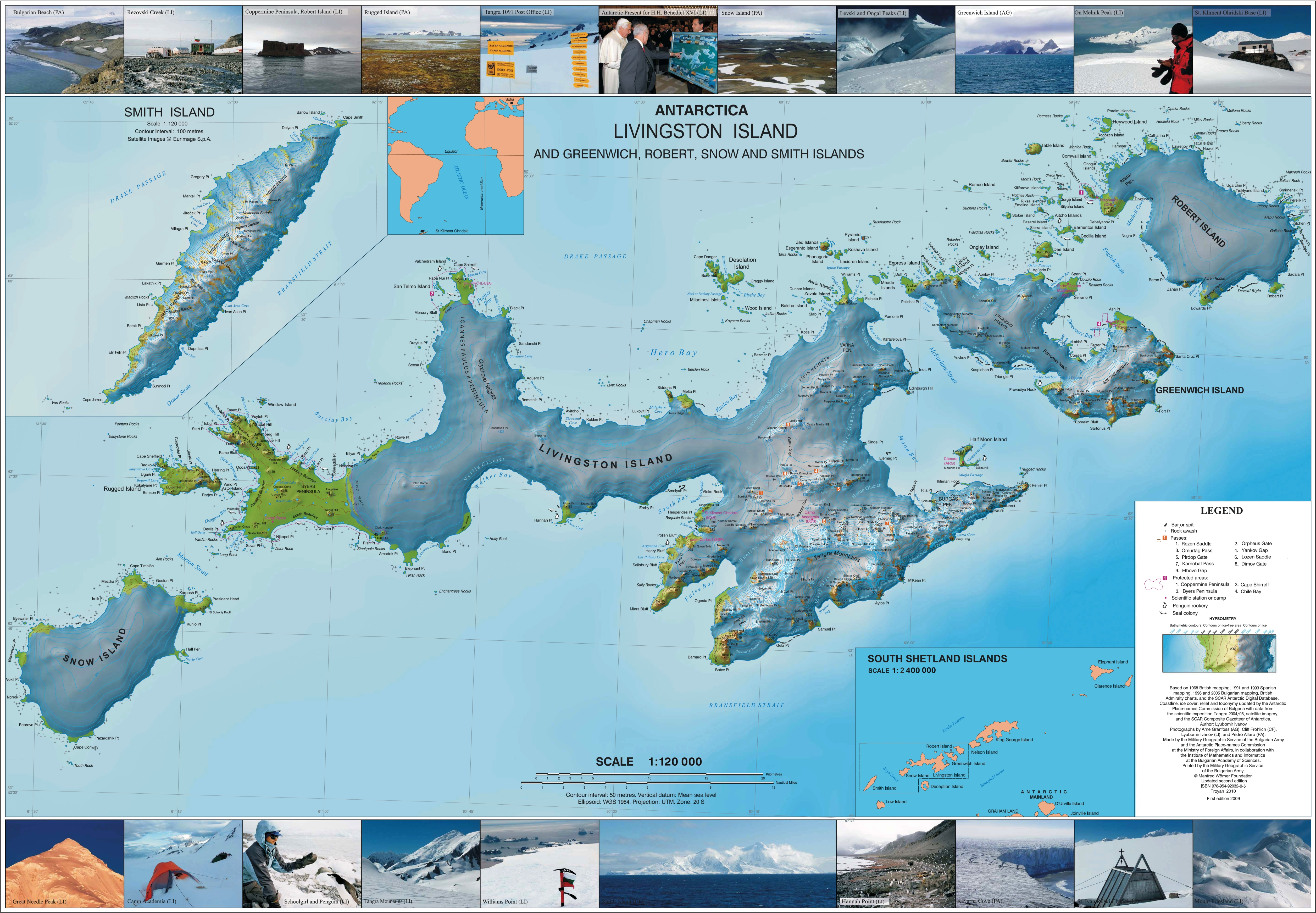
Топографічна карта островів Лівінгстон, Гринвіч, Роберт, Сноу та Сміт.

Острів Кейв — це острів, позначений великою печерою на його південній стороні, який є другим за величиною з островів Мід, що лежить у північному вході до протоки Макфарлейн, біля півострова Арчар на острові Гринвіч на південних Шетландських островах. Він відокремлений від сусіднього острова Зверіно на захід-південний захід проходом Глогово шириною 110 м.
Ім'я Cave Rock, здається, було застосовано персоналом DI на Discovery II, який зафіксував цей острів в 1935 році.

## Дивитися також
- Список антарктичних та субантарктичних островів

## Мапи
- Л. Л. Іванов та ін. Антарктида: острів Лівінгстон та острів Гринвіч, Південні Шетландські острови . Масштаб 1: 100000 топографічної карти. Софія: Антарктична комісія з географічних назв Болгарії, 2005.
- Л. Л. Іванов. Антарктида: острови Лівінгстон та Гринвіч, Роберт, Сноу та Сміт [Архівовано 24 квітня 2008 у Wayback Machine.] . Масштаб 1: 120000 топографічної карти. Троян: Фонд Манфреда Вернера, 2009.ISBN 978-954-92032-6-4